# Чесановський Денис Володимирович
Денис Володимирович Чесановський (нар. 14 квітня 1994, Кам'янець-Подільський, Україна) — український футболіст, воротар.

## Спортивна кар'єра
У першості України (ДЮФЛ) грав за команди ДЮСШ — 2 (Кам'янець-Подільський), БВУФК (Бровари), ДЮСШ (Тернопіль). Виступав за аматорські колективи «Буревісник» (Кременець), «Атланта» (Кам'янець-Подільський), «Случ» (Старокостянтинів), «Фортеця» (Кам'янець-Подільський).
У сезоні — 2016/2017 захищав кольори команди першої ліги ФК «Тернопіль». По завершенню сезону за обопільною згодою сторін припинив співпрацю з тернопільським клубом та став гравцем чернівецької «Буковини».
Дебютував за чернівецьку команду 15 липня 2017 року в матчі чемпіонату України проти ФК «Львова». Впродовж вересня—жовтня відзначився серією без пропущених голів, а саме 446 хвилин (1,5 тайма + 4 матча поспіль) ворота Дениса залишились «на замку». На початку березня 2018 року припинив співпрацю з чернівецьким клубом.
У травні 2019 року став гравцем канадського клубу «Юкрейн Юнайтед» з міста Торонто.

### Цікаві факти
- Включений у збірну 13-го туру Другої ліги 2017/18 за версією Sportarena.com — позиція воротар[5].

### Досягнення
Аматорський рівень
- Володар Кубка Хмельницької області (1): 2016
- Срібний призер чемпіонату Хмельницької області (2): 2015, 2016
- 2016 року був визнаний кращим воротарем Хмельницької обласної Прем'єр-ліги